# French Open 1976
Wielkoszlemowy turniej tenisowy French Open w 1976 rozegrano w dniach 31 maja - 14 czerwca, na kortach im. Rolanda Garrosa w Paryżu.

## Zwycięzcy

### Gra pojedyncza mężczyzn
Adriano Panatta -  Harold Solomon 6–1, 6–4, 4–6, 7–6

### Gra pojedyncza kobiet
Susan Barker -  Renáta Tomanová 6–2, 0–6, 6–2

### Gra podwójna mężczyzn
Fred McNair /  Sherwood Stewart -  Brian Gottfried /  Raúl Ramírez 7–6(8-6), 6–3, 6–1

### Gra podwójna kobiet
Fiorella Bonicelli /  Gail Lovera -  Kathy Harter /  Helga Niessen Masthoff 6–4, 1–6, 6–3

### Gra mieszana
Ilana Kloss /  Kim Warwick -  Delina Boshoff /  Colin Dowdeswell 5–7, 7–6, 6–2